# Char Fiat M14/41
Le char Fiat M14/41 est un char de combat italien de 14 tonnes employé par l'armée italienne à partir de 1941. Il accueillait un équipage de 4 personnes. Selon le système italien de dénominations de l'époque, le Fiat M14/41 était considéré comme un char moyen, bien que sa masse se rapprochât davantage du poids des chars légers conçus par les autres pays. Sa dénomination officielle était exactement la suivante : Carro Armato M14/41 (en français "Char armé M14/41"), ce qui explicite le type de véhicule (« Carro Armato » ; char), sa catégorie (« M » pour « Medio » ; moyen), sa masse en tonnes (14) et l'année à laquelle il entra en service pour la première fois (1941).

## Développement et caractéristiques
Le Fiat M14/41 constituait une version légèrement améliorée de son prédécesseur, le char Fiat M13/40 car il possédait un moteur diesel plus puissant. Il fut produit en quantités limitées de par le fait qu'il était déjà considéré comme obsolète au moment de son introduction sur les champs de bataille dès l'année 1941. Le Fiat M14/41 possédait le même châssis que le M13/40, mais avec une carrosserie redessinée ainsi qu'un meilleur blindage. Il fut fabriqué en 1941 et 1942. 800 exemplaires du M14/41 furent produits durant ces deux années avant d'annuler finalement sa construction du fait de son obsolescence.

## Déploiement et engagement militaire

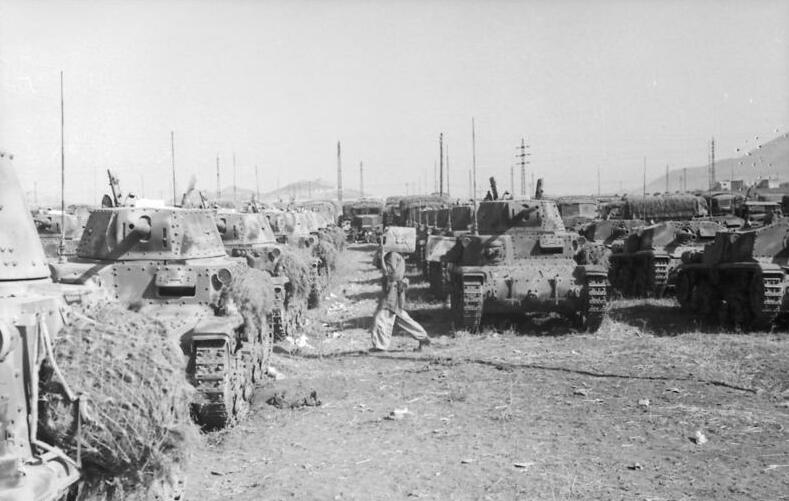
Chars M14/41 dans un dépôt en Italie, septembre 1943.

Le M14/41 fut employé pour la première fois lors de la campagne en Afrique du Nord, durant laquelle ses inconvénients et carences devinrent rapidement apparents. Il était peu fiable, trop étroit pour son équipage et, de plus, il s'incendiait facilement au moindre impact d'un tir de canon anti-char. Avec la retraite des troupes italiennes du nord de l'Afrique, le M14/41 était rarement vu dans les divers combats à cause des défauts qu'il cumulait. Cependant, divers exemplaires de ce char furent capturés et utilisés par les troupes britanniques et australiennes pour tenter de combler la pénurie de chars alliés en 1941. Ces blindés ne furent pas longtemps employés par les Alliés qui conçurent par la suite de meilleurs chars plus performants, ce qui rendit l'utilisation du M14/41 inutile et inadaptée.

## Variantes
Le châssis du char Fiat M14/41 servit de modèle pour construire le fameux chasseur de chars lourd Semovente 90/53.

## Sources
- (es) Cet article est partiellement ou en totalité issu de l’article de Wikipédia en espagnol intitulé « Fiat M14/41 » (voir la liste des auteurs).